# Point chaud d'Islande
Le point chaud d'Islande est un point chaud situé dans l'océan Atlantique, à l'aplomb de la dorsale médio-atlantique, sous l'Islande qu'il a en partie créée. 

## Description
Le magma remontant par ce point chaud alimente les volcans de ce pays par des laves basaltiques principalement tholéiitique mais aussi plus alcalines pour certaines. La réunion des trois rifts nord, ouest et sud-ouest sous le Vatnajökull au niveau du Grímsvötn marque l'aplomb de ce point chaud pour certains auteurs.

Zones volcaniques d'Islande. Le cercle indique la position de l'anomalie de température interprétée comme un point chaud.